# Liste der Monuments historiques in Courtes
Die Liste der Monuments historiques in Courtes führt die Monuments historiques in der französischen Gemeinde Courtes auf.

## Liste der Bauwerke
| Bezeichnung                      | Beschreibung                  | Standort        | Kennzeichnung | Schutzstatus | Datum | Bild           |
| -------------------------------- | ----------------------------- | --------------- | ------------- | ------------ | ----- | -------------- |
| Ehemaliger Bauernhof in La Forêt | Erbaut im 17./18. Jahrhundert | La Forêt (Lage) | PA00116387    | Classé       | 1930  | weitere Bilder |

## Liste der Objekte
- Monuments historiques (Objekte) in Courtes in der Base Palissy des französischen Kultusministeriums